# 等熵过程
热力学中的等熵过程（英語：Isentropic process or Isoentropic process）指的是过程中没有发生熵变，熵值保持恒定的过程。可逆绝热过程就是一种等熵过程。等熵过程在温度-熵图（T-S图）中是平行于温度轴的线段。

## 原理
热力学第二定律的普遍表达式为
{\displaystyle \delta Q\leq TdS}
此处的{\displaystyle \delta Q}指的是在一个微元过程中，系统吸收或放出的热量，{\displaystyle T}代表系统的温度, {\displaystyle dS}代表该微元过程中，系统熵值的改变，等熵过程中{\displaystyle dS=0}，可得到
{\displaystyle \delta Q\leq 0}
- 当过程可逆时，上式取等号

{\displaystyle \delta Q\ =0},说明体系和环境没有热量交换。证明对于可逆过程，等熵过程一定是绝热过程，反之亦然。
- 当过程不可逆时，上式取小于号

{\displaystyle \delta Q\ <0}，说明不可逆的等熵过程不可能是绝热过程，系统必须放热以保持熵值恒定。

## 等熵流
实际生活中是无法达到完全的绝热的，但当一段流体在流动过程中没有热量输入，而摩擦和耗散引起的热量损失可以不计时，就会被称为等熵流。